# German Skurygin
German Anatol'evič Skurygin (in russo Герман Анатольевич Скурыгин?; Vutno, 15 settembre 1968 – Iževsk, 28 novembre 2008) è stato un marciatore russo.

## Biografia
Dell’Udmurtia, vinse il titolo di 50 km di marcia ai Campionati del mondo del 1999, davanti a Ivano Brugnetti, ma alla fine è stato squalificato per doping. È stato sospeso dalla IAAF dal 1999 al 2001. Nel 2002, Skurygin è arrivato appena fuori dal podio nella 50 km di marcia ai Campionati Europei di Monaco, poi si è classificato secondo nella Coppa del mondo di marcia, dietro al suo connazionale Aleksey Voyevodin. Ottiene il miglior risultato della sua carriera l'anno successivo vincendo la 5ª edizione della European Walking Cup a Cheboksary. Ha partecipato ai Mondiali del 2003 a Parigi dove si è piazzato secondo nella 50 km alle spalle del polacco Robert Korzeniowski, migliorando nell'occasione il record russo in 3 h 36 min 42 s3. Ha posto fine alla sua carriera sportiva alla fine della stagione 2005.
Muore il 28 novembre 2008 per un attacco di cuore.

## Palmarès

### Mondiali
- 1 medaglia:
  - 1 argento (Parigi 2003 nella marcia 50 km)

### Mondiali a squadre
- 1 medaglia:
  - 1 argento (Torino 2002 nella marcia 50 km)

### Coppa Europa
- 1 medaglia:
  - 1 oro (Cheboksary 2003 nella marcia 50 km)